# 最適通貨圏
経済学において、最適通貨圏（さいてきつうかけん、英: Optimum currency area）とは、その地域全体で単一通貨を持つことが経済効率を最大化するような地理的な地域のことである。
英語でOptimum currency areaと呼ばれることからOCA、あるいはoptimal currency regionからOCRとも呼ばれる。

## 概要
最適通貨圏の概念は、多通貨の統合・単一通貨創設のための最適な特徴を説明するものである。この理論はしばしばある地域が通貨同盟を築くための条件が満たされているかを議論するために用いられる。
なお、通貨同盟は経済統合の最終段階である。
最適通貨圏は通常、一つの国よりも大きい地域である。例えば、ユーロ創設の理論的背景となったのは、個々のヨーロッパの国々は最適通貨圏の条件を満たさないものの、ヨーロッパ全体として見たときに最適通貨圏の条件を満たすという事実であった。ユーロ創設は現代における最適通貨圏工学の非常に新しく大規模な事例であり、最適通貨圏の理論基礎を試す事前と事後の比較的なモデルを提供するため、しばしば引用される。 
最適通貨圏の理論では、最適通貨圏は一つの国よりも小さくなることもある。例えば、経済学者の一部は、アメリカ合衆国の一部が同国の他地域に対して最適通貨圏の条件を満たしていないのではないかと議論している。
最適通貨圏の理論はロバート・マンデルによって提唱された。 通常、マンデルが最適通貨圏の理論の最初の提唱者だとされるが、一部でアバ・ラーナーによるマンデルよりも早い研究があったと指摘されることがある。

## モデル
マンデルは二つのモデルを提案した。

### 静的期待のもとでの最適通貨圏の理論
マンデルが1961年に発表した研究が最も経済学者に引用されるものである。ここでは非対称的ショックが実体経済を害するものだとされており、もし非対称的ショックがあまりにも重要でコントロール不可能であるならば、変動為替相場制のほうが良いと考えられる。 なぜならば、共通通貨圏における共通の中央銀行による金融政策（利子率）を、それぞれの地域の個々の状況に対して適切な水準に設定することが非常に難しくなるであろうからである。
しばしば引用される最適通貨圏を構成するための4つの基準は次のようなものである。
- その地域における労働者の移動性。これには物理的な移動が可能ということ（ビザ、労働者の権利など）、自由な移動を妨げる文化的障壁がないこと（言語の違いなど）、そして制度調整（例えばその地域で年金受給が可能である場合、その年金が地域どこでも移転可能であること）が含まれる。
- 資本移動、価格、および賃金の柔軟性がその地域において解放されていること。これは自動的に貨幣と財を求められているところに配分する需要と供給の市場調整力のためである。実際には、真の賃金の柔軟性は存在しないので、これは完全に働くことはない(ロナルド・マッキノン)。ユーロ圏の国々は、域内での貿易が多くなっており(域内貿易は域外貿易よりも大きい)、最近の「ユーロの持つ効果」に関する実証分析では、単一通貨の導入によってユーロ圏の貿易は、非ユーロ圏と比較して、5～15％増加したと言われている。[7]
- リスクの共有システム、例えば、上記の最初の２つの基準に対して不利な影響を受ける地域・セクターに対する資金の再分配を目的とした、自動的に財政移転が行われる仕組み。これは通常、発展の遅れている地域・国への租税移転の形をとる。この政策は、理論的には受け入れられているものだが、政治的に実行することが難しい。なぜなら富裕な地域が自身の歳入を簡単に放棄することはほとんどないからである。名目上は、ヨーロッパの安定・成長協定に非救済条項が定められており、これによれば財政移転は許されない。しかし、2010年の（政府債務に関連した）欧州債務危機においては、非救済条項は2010年4月に実質的に放棄された。[8]
- 参加国が似た景気循環を有していること。単一通貨圏に参加している国のうち、あるひとつの国が景気過熱や景気後退を経験しているときに他の国が追随する傾向にあるなら、これは域内共通の中央銀行が、景気後退局面において経済成長を促進し、景気過熱の局面ではインフレーションを制御することを可能にする。単一通貨圏の一部の国々が特有の（他の国々とは違う）景気循環を有しているなら、最適な金融政策はバラバラになってしまい、そのため参加国は共通の中央銀行のもとでは悪化する可能性がある。

ただし、1960年代以降、最適通貨圏の条件は段階的に進化しており、学者によって重点の置き方に差異がある。伊藤（2003）によれば最適通貨圏の条件とはつぎの6つである。
- 域内諸国間の産業構造の類似性、あるいは構成国１国当たりでの産業構造の多様性
- 経済の開放度と域内貿易依存度の高さ
- インフレ率の収斂
- 生産要素価格の伸縮性
- 生産要素の移動性の高さ
- 域内諸国間の公的所得移転の高さ（財政の統合）

なお、その他の条件も提案されており、それは以下のものである。
- 生産の多様化(ピーター・ケネン)
- 同質性への選好
- 運命の共通性 (「連帯 Solidarity」)

#### 欧州連合
近年では最適通貨圏の理論はユーロおよび欧州連合（EU）の議論に頻繁に応用されている。多くの経済学者がEUはユーロを採用した時点で実際には最適通貨圏の条件を満たしていなかったと主張し、ユーロ圏の経済的困難の原因の一部を（現在の継続中の）最適通貨圏の条件を満たさずにユーロを採用しようとすることにもとめた。EUが最適通貨圏の条件の、一部の基準については良い数字を出している一方で、EUは労働の移動性がアメリカ合衆国より低く（おそらく言語と文化の違いが原因）、さらに地域的な経済不安の解決を図る際には財政連邦主義(Fiscal federalism)に頼ることができない。しかしながら、2010年の欧州危機はEUを財政政策における連邦権力の拡大へと駆り立てている可能性がある。

#### アメリカ合衆国
Kouparitsasはアメリカ合衆国を 8 つの異なるアメリカ合衆国商務省経済分析局の地域として考えた。  Kouparitsasはこの 8 つの地域のうち 5 つの地域が単一通過圏を形成するためのマンデルの基準を満たすとした。しかしながら、  Kouparitsasは、アメリカ南東部と南西部が最適通過圏の条件を満たすかは疑問視されるとした。また、Kouparitsasはプレーンズ（The Plains）が最適通過圏の条件を満たさないであろうとした。

### 国際的リスク共有のもとでの最適通貨圏の理論
この理論においてはマンデルはどのように為替レートの不確実性が経済に影響を与えるのかをモデル化しようとしたが、このモデルはあまり他の研究には引用されない(理論自体は1973年に発表された)。
この理論では、通貨が適切に運営されているとすれば、通貨圏は大きければ大きいほど良い。静的期待のもとでの最適通貨圏の理論とは対照的に、非対称的ショックは共通通貨の存在ゆえに共通通貨に害を与えない。共通通貨圏においては、通貨圏内のすべての地域が通貨の権利を共有し、この権利を非対称的ショックを緩和させるために使用することができるため、非対称的ショックは通貨圏全体に拡散する。一方で変動相場制においては、減価が通貨の購買力を減らすため、非対称的ショックのコストは個々の地域に集中する。このような理由で、共通通貨圏においては金融政策が個々の国に適切に設定されないにもかかわらず、実体経済はより良くなる。